# Aca Lukas

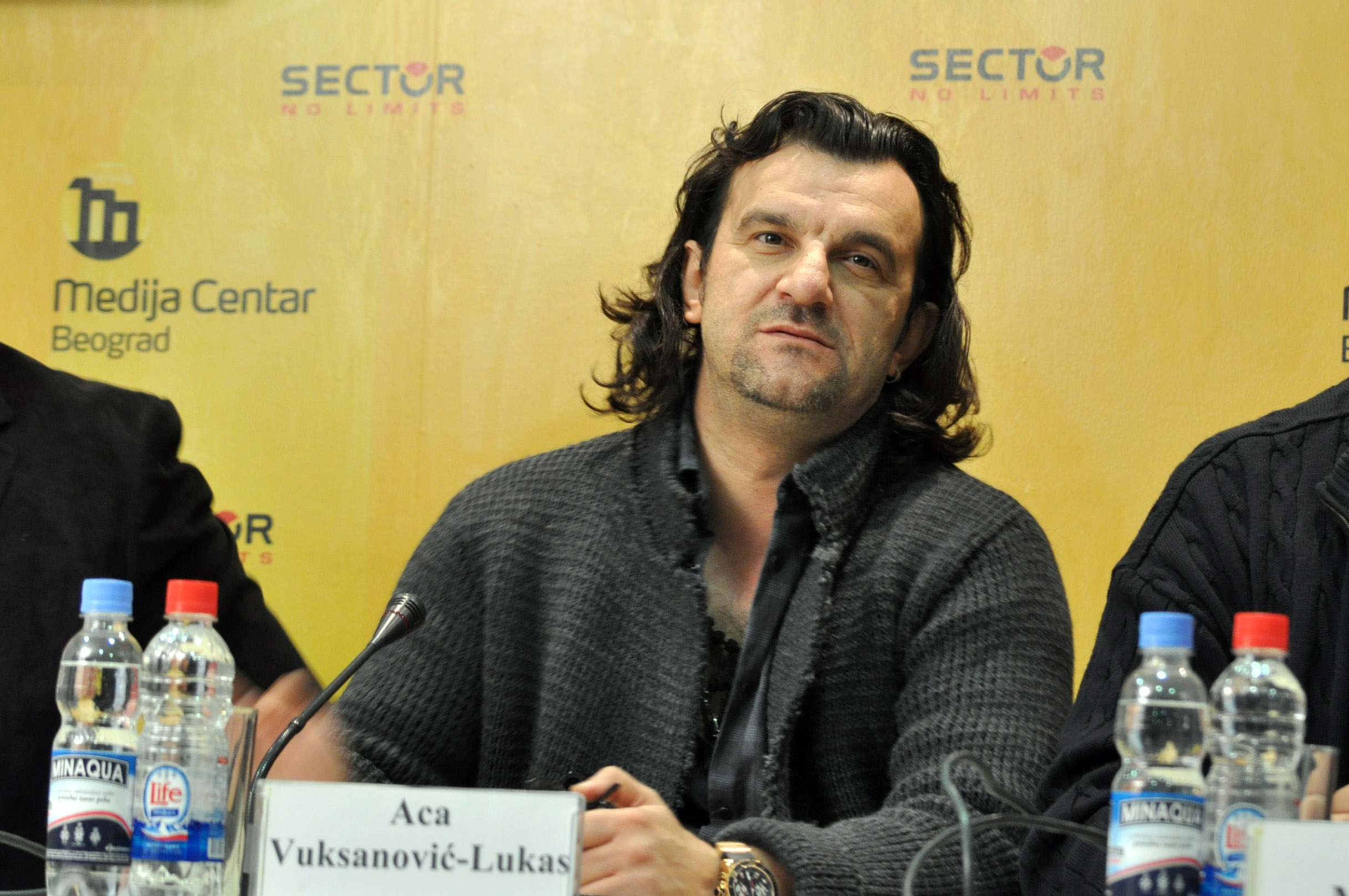
Aca Lukas

Aca Lukas (* 3. November 1968 in Belgrad als Aleksandar Vuksanović) ist ein beliebter Sänger des Balkans, vor allem in Serbien, Montenegro, Kroatien, Nordmazedonien und Bosnien-Herzegowina. Seine Musikrichtung mischt serbischen Rock und Turbo-Folk, verbunden mit Einflüssen des Metal.

## Leben
Er hält seine Konzerte häufig in Deutschland, Schweiz und Österreich ab, tritt aber auch außerhalb Europas auf.

## Diskografie

### Alben
- 1994: Ponos i laž
- 1996: Pesma Od Bola
- 1998: Lična Karta
- 1998: Jedan Je…
- 1998: Jedno Veče U Kafani
- 1999: Drugo Veče U Kafani
- 1999: Još Sam Tu (Za Drugove)
- 1999: Zora Beli
- 2000: Rođendan
- 2002: Nešto Protiv Bolova
- 2003: Istina Je Da Te Lažem
- 2006: Jagnje Moje
- 2008: Lešće
- 2012: Stil života
- 2021: Uspavanka za ozbiljne bebe

### Livealben
- 1999: Hala Pionir
- 2002: Zurka
- 2021: Kragujevac Live
- 2022: Arena 2022
- 2024: Live Stark Arena 2023

### Kompilationen
- 2000: The Best Of

### Kollaborationen
- 2000: Uživo (mit O.K. Band)

### Singles (Auswahl)
| - 1995: Kuda idu ljudi kao ja? - 1996: Pesma Od Bola - 1998: Lična Karta - 1998: Kafana na Balkanu - 1999: Bele Ruze - 2001: Dijabolik - 2002: Nešto Protiv Bolova - 2003: Nisam preziveo - 2003: Istina Je Da Te Lažem - 2008: By Pass - 2008: Reci | - 2008: Pao sam na dno (Sample von Samir Yazbeck – Weili Min Hobbon) - 2008: Da Podnesem Bol (Original: Despina Vandi – Na Ti Xerese) - 2012: Dođi gore - 2012: Daleko Si (mit Ivana Selakov) - 2014: Omaklo mi se (mit Ivana Selakov) - 2017: Da me je ona volela (mit Saša Matić & Mile Kitić) - 2018: Kidaš Me (mit Milica Pavlović) - 2019: Problem (mit Maya Berović) - 2020: Moj zivot - 2021: Makina - 2021: Sad i zauvek (mit Dragana Mirković) |